# 杉田光良
杉田 光良（すぎた みつよし、1937年（昭和12年）1月1日 - 2008年（平成20年）6月14日）は、日本の政治家。茨城県常総市長（1期）、水海道市議会議員（3期）、茨城県議会議員（3期）を務めた。

## 人物・来歴
茨城県水海道市（現在の常総市）出身。1990年12月の茨城県議会議員選挙に水海道市選挙区より立候補し、初当選。1999年に3期目の当選。2002年の県議選で前市議の長谷川典子に敗れる。
2007年、任期満了にともなう常総市長選挙に立候補し、現職の遠藤利を破り初当選。しかし、同年6月より膵炎の治療を要し、翌2008年4月より自宅で療養することが多くなった。そのため同年5月20日より長行雄副市長が職務代理者となり、自身は治療に専念した。その後、5月26日に脳梗塞も発症したため、市内の病院に入院した。2008年6月14日午後9時42分、膵臓癌のため入院先の、きぬ医師会病院で現職のまま死去した。71歳没。死没日をもって旭日小光章追贈、従五位に叙される。